# Match de football des philosophes
Le Match de football des philosophes (en allemand : Fußballspiel der Philosophen, en anglais : The Philosophers' Football Match) est un sketch des Monty Python.
Il a été créé en 1972 pour le second épisode du Monty Python's Fliegender Zirkus, l'adaptation ouest-allemande de la série télévisée britannique Monty Python's Flying Circus, et a été télédiffusé pour la première fois la même année sur la Deutsches Fernsehen, la première chaîne de télévision ouest-allemande. Les Monty Python l'ont repris en 1982 dans Monty Python Live at the Hollywood Bowl.

## Résumé
Le sketch présente un match de football au Stade olympique de Munich, comptant pour les Jeux olympiques d'été de 1972, et dont on sait qu'il accueillera deux ans plus tard la finale de la Coupe du monde (excepté les scènes avec des spectateurs, le sketch est filmé au Grünwalder Stadion). Il oppose deux équipes de philosophes, l'Allemagne d'un côté et la Grèce de l'autre. Le sketch débute avec la présentation des deux formations. L'Allemagne, qui a éliminé en demi-finale « le fameux trio de milieux anglais Bentham-Locke-Hobbes », aligne un véritable footballeur en la personne de Franz Beckenbauer, « un choix assez surprenant » selon le commentateur.
Le trio arbitral est composé de Confucius, muni d'un sablier et assisté d'Augustin d'Hippone et Thomas d'Aquin.
Confucius donne le coup d'envoi. Au lieu de jouer, les joueurs-philosophes se contentent de marcher sur le terrain de jeu en réfléchissant. La caméra suit les réflexions des deux équipes, s'attardant un moment sur le ballon toujours au milieu du rond central.
Nietzsche reçoit un carton jaune pour avoir accusé l'arbitre de ne pas avoir de libre arbitre. À la 88e minute, Ludwig Wittgenstein est remplacé par Karl Marx.
À la 89e minute, Archimède s'écrie « Eurêka ! (J'ai trouvé !) » et tape dans le ballon. Sur l'action qui s'ensuit, Socrate marque l'unique but du match, d'une tête plongeante sur un centre d'Archimède. Les Allemands contestent le but : Hegel affirme que « la réalité n'est qu'une annexe a priori de l'éthique non naturaliste », Kant emploie l'impératif catégorique pour dire qu'« elle n'a d'existence ontologique que dans l'imagination », et Marx soutient (avec un matérialisme pertinent) qu'il y avait hors-jeu.

## Effectifs
- Allemagne : Leibniz - Kant - « Nobby » Hegel (c) - Schopenhauer - Schelling - Beckenbauer - Jaspers - Schlegel - Wittgenstein[4] (Marx 88e) - Nietzsche - Heidegger. Entraîneur : Luther
- Grèce : Platon - Épictète - Aristote - « Chopper » Sophocle - Empédocle d'Agrigente - Plotin - Épicure - Héraclite - Démocrite - Socrate (c) - Archimède
- Arbitre : Confucius
- Arbitres assistants : Thomas d'Aquin - Augustin d'Hippone

## Distribution
- John Cleese : Archimède
- Eric Idle : Socrate
- Graham Chapman : Georg « Nobby » Hegel
- Michael Palin : Friedrich Nietzsche
- Terry Jones : Karl Marx
- Terry Gilliam : Emmanuel Kant